# Alexis Ahlgren
Alexis Malkolm (Alexis) Ahlgren (Trollhättan, 14 juli 1887 - Pittsburgh, maart 1969) was een Zweeds atleet, gespecialiseerd in de lange afstand. Hij nam eenmaal deel aan Olympische Spelen, maar moest bij die gelegenheid opgeven.

## Loopbaan
Ahlgren won de Polytechnic Marathon in mei 1913 en vestigde daarbij met 2:36.06,6 een wereldrecord dat standhield tot augustus 1920, toen het werd gebroken door de Fin Hannes Kolehmainen. Ahlgren nam deel aan de marathon op de Olympische Spelen van 1912 in zijn thuisland, maar gaf op tijdens de race.

## Persoonlijk record
| Onderdeel | Prestatie         | Datum       | Plaats |
| --------- | ----------------- | ----------- | ------ |
| marathon  | 2:36.06,6 (ex-WR) | 31 mei 1913 | Londen |

## Palmares

### marathon
- 1912:  Olympic Trials in Stockholm - 2:42.22,4
- 1912:  marathon van Tampere - 2:43.55,6
- 1912:  marathon van Helsingborg - 2:24.15
- 1912:  Kristiania Track in Oslo - 2:38.40 (baan!)
- 1912: DNF OS
- 1913:  marathon van Stockholm - 2:33.44,6
- 1913:  Polytechnic in Londen - 2:36.06,6 (WR)
- 1913:  Fredrikshofs in Stockholm - 2:36.09,6
- 1914:  Polytechnic Qualifying in Stockholm - 2:43.45
- 1914:  Baltic Games in Malmo - 2:36.32